# Yves Masson
Pour les articles homonymes, voir Masson.
Yves Masson est un kayakiste français de descente.

## Biographie
Yves Masson dispute les Championnats du monde de Bourg-Saint-Maurice en 1987 où il est médaillé d'or en K1 par équipe avec Antoine Goetschy et Claude Bénézit.
Aux Championnats du monde de Bovec en 1991, il remporte la médaille d'argent en K1 ainsi que la médaille de bronze en K1 par équipe avec Bruno Boyer et Philippe Graille.
Il dispute les Championnats du monde de Mezzana en 1993 où il est médaillé d'or en K1 par équipe avec Gilles Calliet et Philippe Graille.
Il entraîne une sélection Asie-Méditerranée composée d'un Marocain, d'un Népalais, d'un Malais et d'un Libanais lors des Championnats du monde de slalom de Bourg-Saint-Maurice en 2002.